# 哈桑 (佛羅里達州)
哈桑（英語：Hasan）是位於美國佛羅里達州阿拉楚阿縣的一個非建制地區。該地的面積和人口皆未知。

## 地理
哈桑的座標為29°51′19″N 82°25′58″W / 29.85528°N 82.43278°W，而該地的平均海拔高度為54米（即177英尺）。